# Amari Torayasu
Amari Torayasu est un nom japonais traditionnel ; le nom de famille (ou le nom d'école), Amari, précède donc le prénom (ou le nom d'artiste).
Amari Torayasu (甘利虎泰, Amari Torayasu, 1498-23 mars 1548) était un samouraï et un général de la période Sengoku de l'histoire du Japon, vassal de Takeda Nobutora, puis de Takeda Shingen. Il était un des fameux vingt-quatre généraux de ce dernier.
Amari Torayasu a participé dans sa vie à de nombreuses batailles. En 1542, à la bataille de Sezawa, il est blessé en combattant les troupes de Murakami Yoshikiyo, vassal du clan Uesugi. À cette bataille, ses soldats tuent Kasahara Kiyoshige, commandant du château de Shiga, ce qui met le district de Saku sous la domination des Takeda.
Il est mort au combat à la bataille d'Uedahara en 1548. Son fils de 13 ans, Amari Masatada, est alors nommé par Shingen à la tête des troupes de son père.